# Mirkos
Mirkos è un veggente, astrologo e madrenatura immaginario italiano inventato e interpretato da Maccio Capatonda. Lui, che parodia diversi mistici apparsi in televisione, utilizza la cartomanzia e alcuni strani metodi per predire il futuro e sapere il presente o il passato.

## Format
In ogni sua apparizione Mirkos riceve una telefonata (al costo di 25 euro al minuto per una durata minima di 12 minuti) in cui un interlocutore gli chiede delucidazioni su fatti presenti, passati o futuri. Dopo aver consultato un improbabile mezzo tra delle carte da poker, la catena dello sciacquone (detta pendolino), dei sassolini e un mestolo di legno dà un quadro generale terribile dell'argomento in questione e, stroncando sul nascere qualsiasi obiezione dell'interlocutore, chiude la telefonata senza possibilità d'appello o rimedio per la nefasta previsione.

## Aspetto
Mirkos si presenta sempre in un piccolissimo studio vestito con una camicia stropicciata di colore celeste con delle righe bianche e un cerchio alla testa.